# 자식복 돈복
"자식복 돈복"은 한국에서 제작된 윤대룡 감독의 1959년 영화이다. 강계식 등이 주연으로 출연하였고 윤상용 등이 제작에 참여하였다.

## 출연

### 주연
- 강계식
- 황정순
- 김진규

## 기타
- 조명: 윤영달
- 녹음: 이경순
- 미술: 김세라